# 解梁古城
解梁故城，位于山西省运城市永济市开张镇古城村，是中华人民共和国全国重点文物保护单位之一。
2004年6月10日，授予山西省文物保护单位，是一座古遗址，编号4-18。2019年10月7日入选第八批全国重点文物保护单位。